# Yelábuga
Yelábuga (ruso: Ела́буга; tártaro: Алабуга), también Alábuga o Elábuga, es una localidad de la República de Tartaristán en la Federación de Rusia, situada en la rivera derecha del río Kama. Situada cerca del parque nacional Nízhniaya Kama y está erigido en ella un castillo en la antigua frontera de Bulgaria del Volga, Şaytan qalası (Castillo de Satán).
En la segunda mitad del siglo XVI, se fundó esta localidad cerca del castillo, conocida por su industria. Es el lugar de nacimiento del pintor Iván Shishkin y del suicidio de la poeta Marina Tsvetáyeva en 1941, quien está enterrada en el cementerio municipal.

## Evolución demográfica
| Gráfica de evolución demográfica de Yelábuga entre 2000 y 2017 |
|                                                                |

## Galería

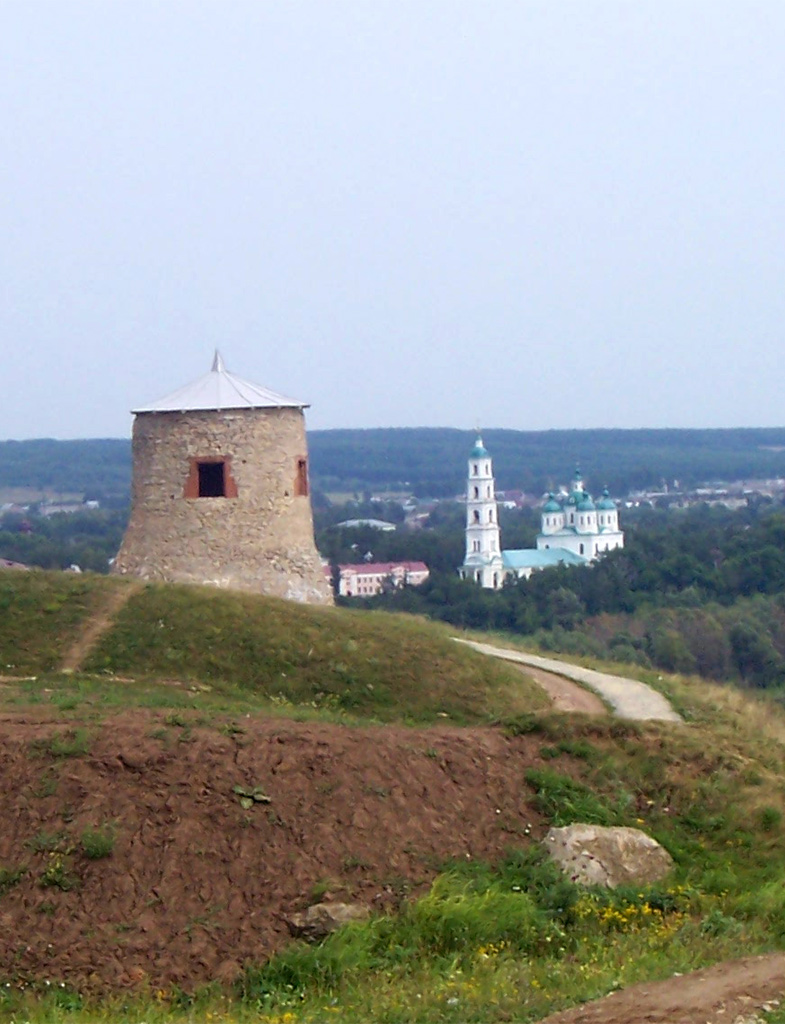
La Torre del Diablo, Şaytan qalası
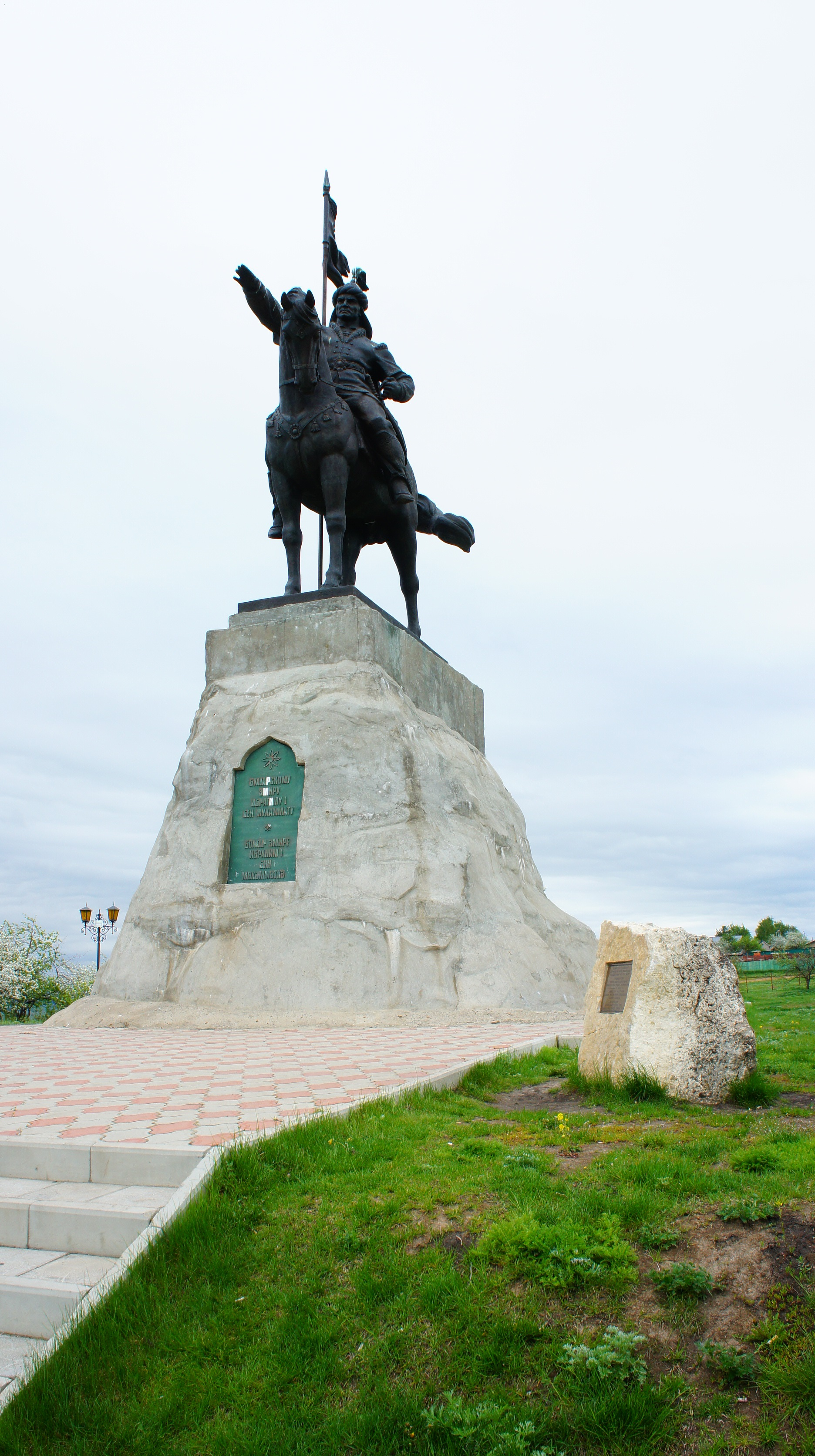
Monumento del emir Ibrahim ibn Mumin de la Bulgaria del Volga
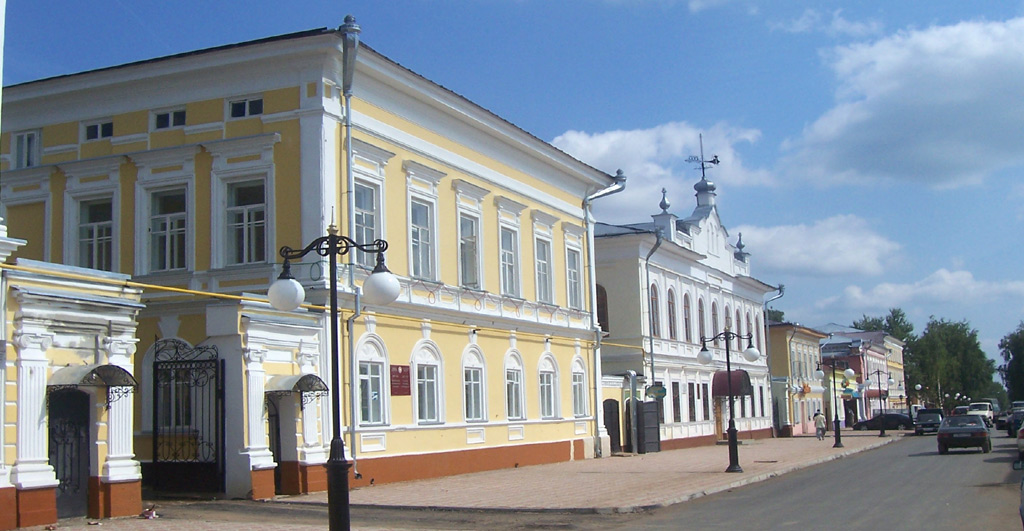
Calle Kazán
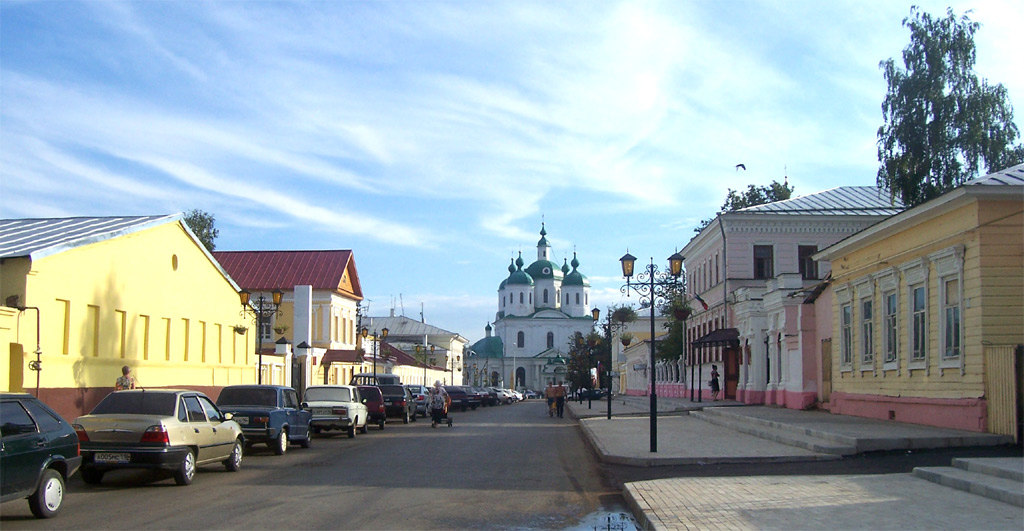
Calle Spásskaya
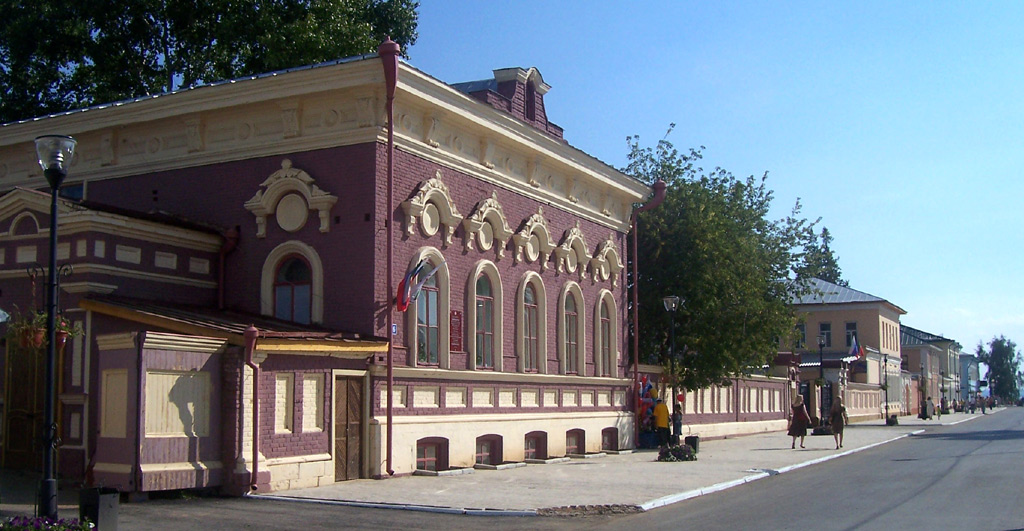
Calle Gassar
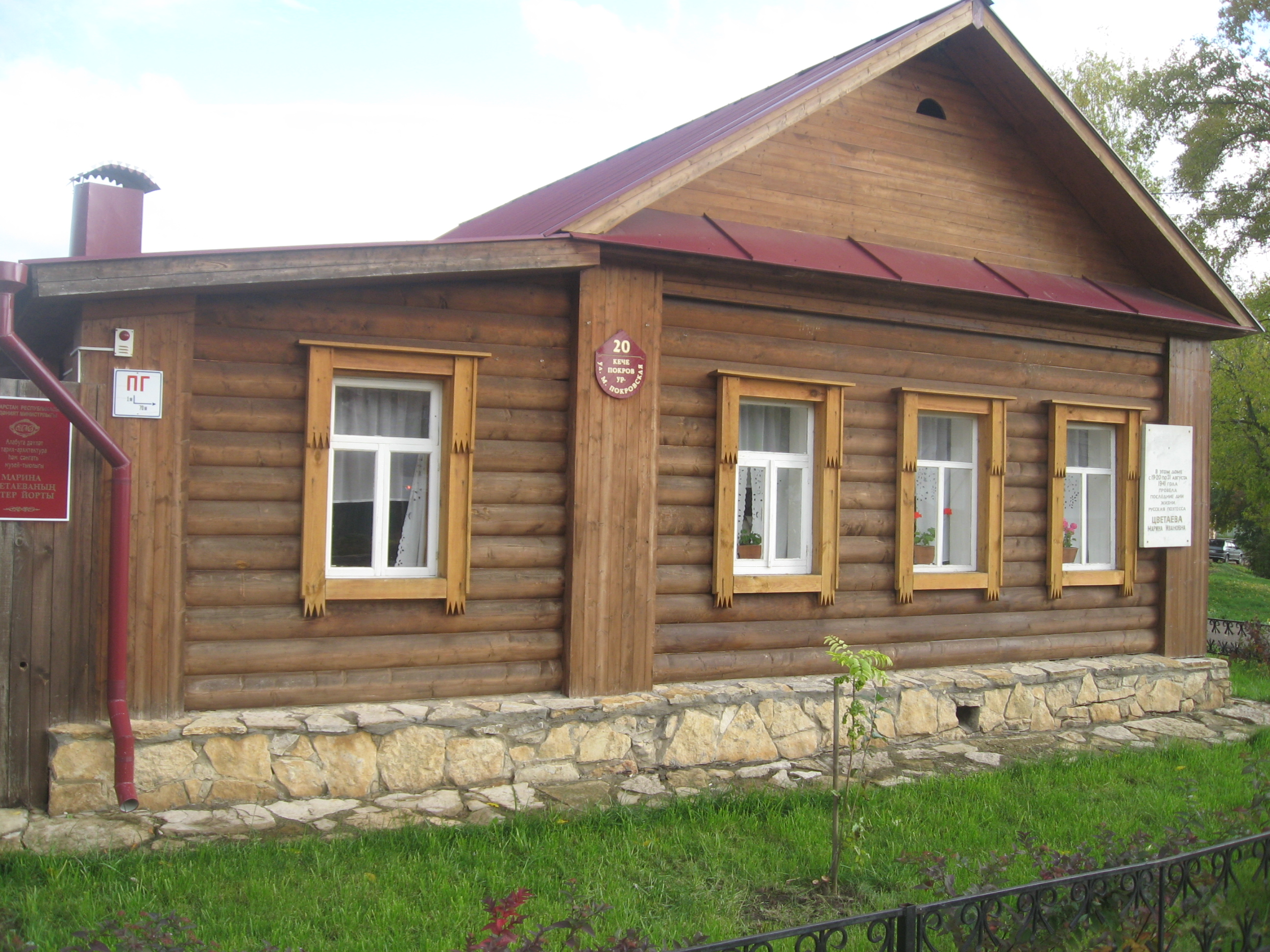
Casa en la que vivió Marina Tsvetáyeva